# Trevor Letowski
Trevor Lindsay Letowski (* 5. April 1977 in Thunder Bay, Ontario) ist ein ehemaliger kanadischer Eishockeyspieler und derzeitiger -trainer, der im Verlauf seiner aktiven Karriere zwischen 1994 und 2010 unter anderem 633 Spiele für die Phoenix Coyotes, Vancouver Canucks, Columbus Blue Jackets und Carolina Hurricanes in der National Hockey League (NHL) auf der Position des rechten Flügelstürmers bestritten hat. Seit Juli 2021 ist er als Assistenztrainer der Canadiens de Montréal in der NHL tätig.

## Karriere
Trevor Letowski begann seine Karriere 1994 in der Ontario Hockey League bei den Sarnia Sting. Beim NHL Entry Draft 1996 wählten die Phoenix Coyotes ihn in der siebten Runde an der 174. Stelle aus. 1997 wechselte er in die American Hockey League zu den Springfield Falcons, wo er bis 1999 spielte. In der Saison 1998/99 absolvierte Letowski 14 Spiele für die Phoenix Coyotes und schoss dabei zwei Tore. In Phoenix blieb er vier Spielzeiten, bevor er im Dezember 2001 zu den Vancouver Canucks transferiert wurde. Weitere Stationen in der National Hockey League waren die Columbus Blue Jackets zwischen 2003 und 2006 sowie die Carolina Hurricanes zwischen 2006 und 2008. Insgesamt absolvierte Letowski 616 Spiele in der NHL und schoss dabei 84 Tore.
Während des Lockouts der NHL-Saison 2004/05 lief er für Fribourg-Gottéron aus der Schweizer Nationalliga A auf. Bei seinem letzten Verein Barys Astana aus Kasachstan stand der Stürmer ab August 2008 unter Vertrag und beendete 2010 seine Karriere.

### Als Trainer
Im Februar 2011 wurde Letowski nach der Entlassung von Dave MacQueen als Interimstrainer der Sarnia Sting aus der Ontario Hockey League verpflichtet. Seither gehört er dem Trainerstab der Sting an, dabei wechselweise als Assistenz- und Cheftrainer. Ab Sommer 2017 war er als Cheftrainer der Windsor Spitfires in derselben Liga tätig, eine Position, die er in der Folge drei Jahre lang innehatte. Nach einer Pause in der Spielzeit 2020/21 wurde er im Juli 2021 als neuer Assistenztrainer bei den Canadiens de Montréal vorgestellt, sodass ihm die Rückkehr in die NHL gelang.
2014 gewann er mit der kanadischen U18-Auswahl die Bronzemedaille bei der U18-Junioren-Weltmeisterschaft als Co-Trainer von Kevin Dineen.

## Erfolge und Auszeichnungen
- 1997 Goldmedaille bei der Junioren-Weltmeisterschaft
- 2000 NHL-Rookie des Monats Januar
- 2014 Bronzemedaille bei der U18-Junioren-Weltmeisterschaft (als Assistenztrainer)
- 2018 OHL Third All-Star Team (als Cheftrainer)

## Karrierestatistik

### International
Vertrat Kanada bei:
- Junioren-Weltmeisterschaft 1997
- Weltmeisterschaft 2000

(Legende zur Spielerstatistik: Sp oder GP = absolvierte Spiele; T oder G = erzielte Tore; V oder A = erzielte Assists; Pkt oder Pts = erzielte Scorerpunkte; SM oder PIM = erhaltene Strafminuten; +/− = Plus/Minus-Bilanz; PP = erzielte Überzahltore; SH = erzielte Unterzahltore; GW = erzielte Siegtore; 1 Play-downs/Relegation; Kursiv: Statistik nicht vollständig)